# Argiope aemula nigripes
Argiope aemula là một phân loài nhện trong họ Araneidae.
Loài này thuộc chi Argiope. Argiope aemula nigripes được Tord Tamerlan Teodor Thorell miêu tả năm 1877.

## Hình ảnh

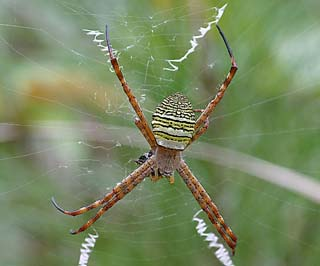
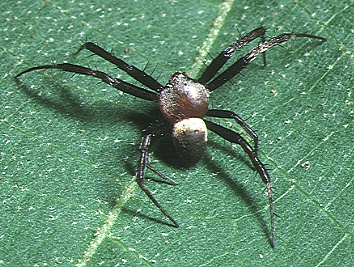
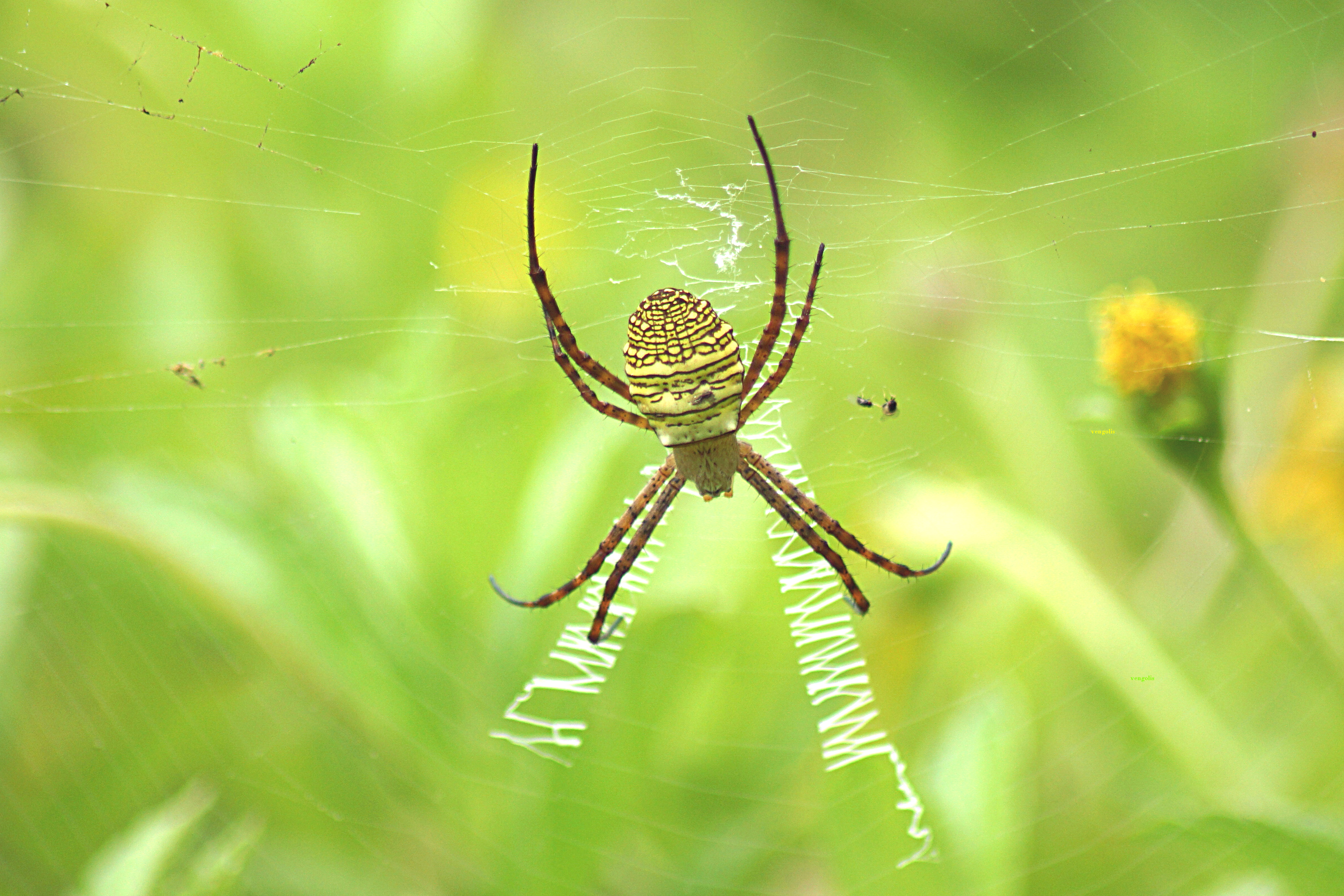